# Krytonosek chilijski
Krytonosek chilijski (Scytalopus fuscus) – gatunek małego ptaka z rodziny krytonosowatych (Rhinocryptidae). Występuje endemicznie w centralnym Chile. Niezagrożony wyginięciem. Monotypowy.

## Taksonomia
Gatunek opisał po raz pierwszy John Gould w roku 1837 pod akceptowaną obecnie przez IOC nazwą Scytalopus fuscus. Holotyp pochodził z Chile, lecz nie podano dokładnej lokalizacji. Dawniej uznawany za podgatunek krytonoska andyjskiego (S. magellanicus). Oba te gatunki mają ze sobą kontakt w południowej części zasięgu krytonoska chilijskiego. Monotypowy.

## Morfologia
Długość ciała wynosi około 11 cm. U samców długość skrzydła wynosi 51–58 mm, u samic 49–55 mm. Długość dzioba samców waha się między 12,5 a 13,5 mm, natomiast u samic pomiędzy 11,5 a 12 mm. Ogon mierzy u samców 39–44 mm, u samic 38–40 mm. Długość skoku samców mieści się w granicach 17–20 mm, zaś u samic 19–20 mm.
Dorosły ciemnoszary, ciemniejszy z przodu głowy. Niższa część grzbietu i kuper mają brązowawy odcień. Spód ciała jasnoszary, boki niekiedy płowobrązowe i gęsto czarno prążkowane. Dziób czarniawy, jasny u nasady. Nogi różowe do jasnoróżowych. Osobnika młodego nie opisano.

## Zasięg występowania
Zasięg występowania krytonoska chilijskiego rozciąga się od południowej Atakamy do regionu Biobío. Środowisko życia stanowią gęsto zarośnięte dna dolin. Spotykany na wysokości od poziomu morza do 800 m n.p.m.

## Behawior
Pieśń wykonywana przez samca trwa 0,2–0,3 sekundy. Składa się na nią gwałtowny tryl, wzrastający z 2–3 kHz do 4–5 kHz. Takich trylów przypada średnio 1,2–1,5 na sekundę. Pozostałe głosy nie są znane. Brak również informacji na temat pożywienia.

## Lęgi
Nie jest znany okres lęgów. Jedno znane gniazdo miało kształt kulisty, tworzyły je kawałki korzeni i mech, zaś wyściółkę włosie końskie. Mieściło się na końcu długiego na 0,6 m tunelu. Zniesienie liczy 2–3 jaja o wymiarach około 22×17,5 mm.

## Status
Przez IUCN gatunek klasyfikowany jest jako najmniejszej troski (LC, Least Concern) nieprzerwanie od 2000 roku (wcześniej nie był uznawany za osobny gatunek). Lokalnie dość pospolity. Trend liczebności populacji jest oceniany jako spadkowy. Występuje w rezerwacie biosfery La Campana-Peńuelas. Jego środowisko życia zostało silnie zniszczone i pofragmentowane.